# Воробьёв, Константин Васильевич
Константин Васильевич Воробьёв — советский государственный и хозяйственный деятель.

## Биография
Родился в 1900 году в селе Горбово. Член КПСС.
С 1919 года — на хозяйственной и государственной работе.
В 1919—1965 гг.:
- учитель начальной школы в Волоколамском районе,
- студент Московской Горной академии,
- шахтный десятник на Анжерских угольных копях,
- начальник отдела Минусинского золотопромышленного комбината Красноярского края,
- помощник главного инженера Салаирского горно-обогатительного комбината,
- инженер-экономист треста «3апсибзолото»,
- инспектор, заместитель начальника и начальник производственного отдела управления золотой промышленности Министерства цветной металлургии,
- заместитель главного инженера, заместитель начальника управления золотой промышленности, начальник управления золотой промышленности Министерства цветной металлургии СССР,
- председатель Совета народного хозяйства Якутского экономического административного района,
- председатель Совнархоза Северо-Восточного экономического района РСФСР

Избирался депутатом Верховного Совета СССР 5-го и 6-го созывов.
Умер в 1978 году.